# Nicholas Marsicano
Nicholas Marsicano (1908-1991) est un peintre américain, professeur à la New York School. Il fut marié à la danseuse et chorégraphe Merle Marsicano puis à la peintre Susan Kamen Marsicano qui lui survécut.
Le travail de Marsicano était essentiellement basé sur la figure féminine.

## Biographie
« Nicholas Marsicano, qui enseignait la peinture et le dessin à la "Cooper Union for the Advancement of Science and Art" pendant 42 ans, est décédé chez lui à Woodstock, NY, dimanche dernier (6 janvier 1991). Il avait 82 ans. »

— New York Times Obituary

## Jeunesse
Nicholas Marsicano né le 1er octobre 1908 à Shenandoah, en Pennsylvanie, fait ses études à l'Académie des Beaux-Arts de Pennsylvanie à Philadelphie, puis est accepté à la Fondation Barnes, en même temps que Ralston Crawford. Durant ses années à Barnes, Marsicano voyage en Europe et en Afrique du Nord, au Mexique et aux États-Unis. 
Marsicano se lie d'amitié avec de nombreux artistes de son époque, notamment Mark Rothko, Jackson Pollock, Franz Kline, Raoul Hague et Phillip Guston.
Au cours de sa carrière d'enseignant, il compte parmi ses élèves Tom Wesselmann, Eva Hesse, Milton Glaser, Joan Semmel, Thomas Nozkowski, et de nombreux autres artistes. 
Il obtient la Bourse Guggenheim en 1974. 

## Expositions
- 1960-1962 : expo annuelle du musée d'art américain Whitney, New York.
- 1961-1963 : Dessins et aquarelles abstraits américains, musée d'art moderne de New York.

## Collections
- Musée d'art Amarillo
- The Art Institute, Chicago
- Kresge Art Museum, université d'État du Michigan, East Lansing (Michigan)
- Musée d'art de Figge, Davenport (Iowa)
- Administration des services généraux; Washington

## Enseignement
- Cooper Union
- Université Yale
- Université du Michigan
- Brooklyn Museum School
- Institut Pratt
- Université Cornell
- Collège des Beaux-Arts Silvermine
- Galerie d'art municipale de Davenport, Iowa
- Université d'État de New York à l'achat